# 前川ダム
前川ダム（まえかわダム）は、山形県上山市、一級河川・最上川水系前川支流（名称不明）に建設されたダムである。
山形県村山総合支庁建設部・山形統合ダム管理課が管理する県営ダムで、高さ50メートルのロックフィルダム。前川及び合流する須川の治水を目的に、国庫の補助を受けて建設された補助治水ダムである。前川から導水路で前川支流の小河川に洪水を導水し、ダムに貯水して洪水調節を行う「河道外貯留方式」を用いているのが特徴である。ダムによって形成された人造湖は特に名称が付けられていないが、媒体によっては忠川湖と称される場合がある。

## 概要
県内2番目の治水ダムで1982年に完成。全国でも珍しい河道外貯留方式でダムに水を取り入れている。
ダム建設の理由としてはたびたび起こっていた上山市街地を流れる前川沿の洪水を防ぐため、用水不足を防ぐための水を確保するための2つである。
建設前そこは忠川池であった。ダム建設により忠川池は水没したが、忠川池の従前の機能を補償するために現在も有効貯水量50万m3を確保している。
施工は株式会社間組。総工事費は122億6600万円。ダムサイトには前川ダム記念碑建立協賛会の記念碑が建っている。
ダム湖は山形県を代表する釣り場となっており釣り客が多い。ヘラブナやブラックバスなどが釣れる。また、過去にマミズクラゲが釣れたこともある。これは非常に珍しく、県内にあるクラゲ飼育展示種類数世界一で知られる加茂水族館に展示された。ボートでの遊泳は禁止で陸地での釣りしかできない。
最寄駅は羽前中山駅で東へ1km行ったところにある。

## 前川
前川は最上川水系須川の左支川。南陽市新田の丘陵地を源流とし、国道13号・奥羽本線沿いを北上し、上山市街を流れ須川に合流する。流路延長16km、流域面積78km2。
南陽市小岩沢には分水口を設けており、導水管によりダムに貯留するという洪水調節を行っている。これは、前川の流れる場所はダムを建設するのに適地でないからである。分水口から貯水池までの区間は2891.1m。1978年に着手し、ダム完成同時期の1982年に完成。